# Distrito de Jalgaon
Jalgaon (en maratí; जळगाव जिल्हा ) es un distrito de India, parte de la división de Nashik en el estado de Maharastra . 
Comprende una superficie de 11 765 km².
El centro administrativo es la ciudad de Jalgaon.

## Demografía
Según censo 2011 contaba con una población total de 4 224 442 habitantes.